# Gorodok (Krasnodar)
Gorodok - Городок (rus) - és un khútor del krai de Krasnodar, a Rússia. Es troba als vessants septentrionals del Caucas occidental, a la vora del riu Kura, a 28 km a l'oest d'Apxeronsk i a 75 km al sud-est de Krasnodar, la capital.
Pertany al municipi de Kurínskaia.